# 嘉陽光
嘉陽 光（かよう ひかる、1999年11月25日 - ）は、日本の女性声優。以前はスリートゥリーに所属していた。A&Gユニット「gacha-cha」のメンバー。

## 経歴
中学生の頃にのめり込んだテレビアニメ『新世界より』が切っ掛けで声優のことが気になり、演技が学べる高等学校に進学。高校2年生時からは専門学校の夜間コースにも通い、声優としての技術を学んだ。高校卒業後は大学に進学している。
2017年10月、17歳のときにゲームアプリ『センシル〜ファンタジー着せ替えバトル〜』の蒼月ゆめ役で声優デビュー。2018年5月には『あっくんとカノジョ』の入江小凪役でテレビアニメデビューを果たした。
2024年7月1日、前日付でスリートゥリーを退所をSNSで発表。同日に元所属事務所からも退所の発表。

## 人物
幅広い役ができる声優を目指しており、2018年のインタビューでは中でも腹黒い役をやってみたいと答えていたり、2019年のインタビューではヒーローを演じてみたいと答えていたりする。
甘味を好む。大好きな人物として竹内朱莉（アンジュルム）を挙げている。

## 出演
太字はメインキャラクター。

### テレビアニメ
- あっくんとカノジョ（2018年、入江小凪[9]）
- BanG Dream!（2019年 - 2020年、ファン、女子生徒B） - 2シリーズ
- 猫のニャッホ（2019年、テオ[10]）
- 真の仲間じゃないと勇者のパーティーを追い出されたので、辺境でスローライフすることにしました（2021年、ドワーフの女の子）
- 彼女が公爵邸に行った理由（2023年）

### 劇場アニメ
- 劇場版 BanG Dream! Episode of Roselia II：Song I am.（2021年、スタッフ）

### Webアニメ
- トラとミケ（2021年、ルミちゃん[11]）

### ゲーム
2017年
- センシル〜ファンタジー着せ替えバトル〜（蒼月ゆめ）
- 猫のニャッホ 〜ニャ・ミゼラブル〜（テオ）

2018年
- 天空のクラフトフリート（スイセン）
- ファイトリーグ（第110番小隊 衛生兵ラン）

2021年
- LOST JUDGMENT：裁かれざる記憶

### ドラマCD
- DUEL!（2017年、浦田クララ）

### ラジオ
※はインターネット配信。
- アニラブ!ガチャガチャ（2017年 - 2018年、超!A&G+※）
- 伊福部崇のラジオのラジオ（2018年 - 2019年、超!A&G+※）
- 軽茶しんどろ〜む（2021年 - 、ニコニコ生放送※）コーナー「わたしたちは世界でいちばんの声優になりたいのだ!」出演

### 舞台
- 冬町ミステリーサークル〜神居町奇譚〜（2018年2月13日 - 18日、上野ストアハウス） - 鳥居瑞季 役
- 朗読劇「あっくんとカノジョ」〜松尾真砂の日常〜（2018年10月25日・26日、科学技術館サイエンスホール） - 入江小凪 役
- 秋町トワイライト（2019年11月20日 - 11月24日、ブディストホール）

### その他コンテンツ
- ウチの夏フェス2017！フレッシュ夏フェス隊（2017年、AT-X）
  - AT-X「ウチの夏フェス＋」フレッシュ夏フェス隊（2018年）
  - AT-X「ウチの夏フェス＋2019」フレッシュ夏フェス隊（2019年）

## ディスコグラフィ
| 発売日         | 商品名                           | 歌        | 楽曲                       | 備考                                                |
| -------------- | -------------------------------- | --------- | -------------------------- | --------------------------------------------------- |
| 2017年12月29日 | 本気!アニラブ 第11期テーマソング | gacha-cha | 「大好き・・・大好きだよ」 | Webラジオ『アニラブ!ガチャガチャ』第3期テーマソング |

### ユニットメンバー
1. ↑  吉野瑞穂、大野満理奈、嘉陽光